# مسييه 25
مسييه 25 أو أم25 (بالإنجليزية: 25 Messier Object أوIC 4725) هو عبارة عن عنقود نجمي مفتوح بارز ومشرق يقع في كوكبة الرامي. يقع العنقود على مسافة 2000 سنة ضوئية (613 فرسخ فلكي) من الأرض ويبلغ قدره الظاهري 4.6+. تم تعيينه في الفهرس العام الجديد IC 4725.

## تاريخ إكتشافه
تم كتشاف مسييه 25 لأول مرة بواسطة عالم الفلك السويسري جان فيليب لويز دي تشيزو في عام 1745. حيث لاحظ فيليب، "مجموعة من النجوم بين قوس كوكبة الرامي ورأس كوكبة الرامي، وأدرج شارل مسييه مسييه 25 في كتالوجه في 20 يونيو 1764. هكذا وصف مسييه 25: 
مجموعة من النجوم الصغيرة في جوار المجموعتين السابقتين (مسييه 23 ومسييه 24)، بين رأس ونهاية قوس كوكبة الرامي, أقرب نجم معروف لهذا العنقود هو النجم "21 Sagittarii"، تُرى نجوم هذا العنقود بصعوبة بواسطة تلسكوب عادي يبلغ طوله 3.5 قدم ؛ 
 وعند إدخاله في كتالوج مسييه كالتالي:
 في ليلة 20 إلى 21 يونيو 1764، حددت موقع عنقود نجمي آخر بالقرب من الاثنين السابقين (مسييه 23 ومسييه 24)، بين رأس ونهاية قوس كوكبة الرامي، وأقرب نجم معروف هو النجم ذو القدر الظاهري السادس "21 Sagittarii"، يتكون هذا العنقود من نجوم صغيرة يراها المرء بصعوبة مع تلسكوب إنكساري عادي [غير لوني] يبلغ طوله 3 أقدام. لا تحتوي العنقود على أي ضبابية، ويمتد حوالي 10 دقائق قوسية. لقد حددت موقفها من خلال المقارنة بالنجم "Mu Sagittarii".
لاحظ الأدميرال ويليام هنري سميث العنقود في عام 1836 وقدّم الوصف التالي:
 تجمع فضفاض من النجوم الكبيرة والصغيرة في المجرة، بين رأس ونهاية قوس كوكبة الرامي؛ تظهر هذه المجموعة النجمية على شكل قيثارة يهودية، و توجد عقدة جميلة من الومضات الدقيقة في مركز المجموعة النجمية، مع وجود الكثير من غبار النجوم حولها. تم إكتشافه في عام 1764 من قبل مسييه. 
 ليس لدى مسييه 25 رقم في الفهرس العام الجديد لأنه، لسبب غير معروف لم يدرجه جون هيرشل في الكتالوج العام. وأضاف عالم الفلك الدنماركي الأيرلندي ومؤرخ علم الفلك جون لويس إميل دراير في النهاية مسييه 25 إلى فهرس الفهرس الثاني في عام 1908 باستخدام بيانات من عالم الفلك الأمريكي سولون إيرفينغ بيلي.

## خصائصه
يبلغ قطر مسييه 25 حوالي 19 سنة ضوئية، ويُغطي مساحة 32 دقيقة قوسية في السماء. يحتوي ميسييه 25 على 601 نجم مؤكد. مسييه 25 هو موطن لنجمين عملاقين من النوع الطيفي G ويبدو أنه كذلك يحتوي على عملاقين من النوع الطيفي M وهما ليسا نجمين في العنقود. ويقدّرعمر العنقود بحوالي 90 مليون سنة.

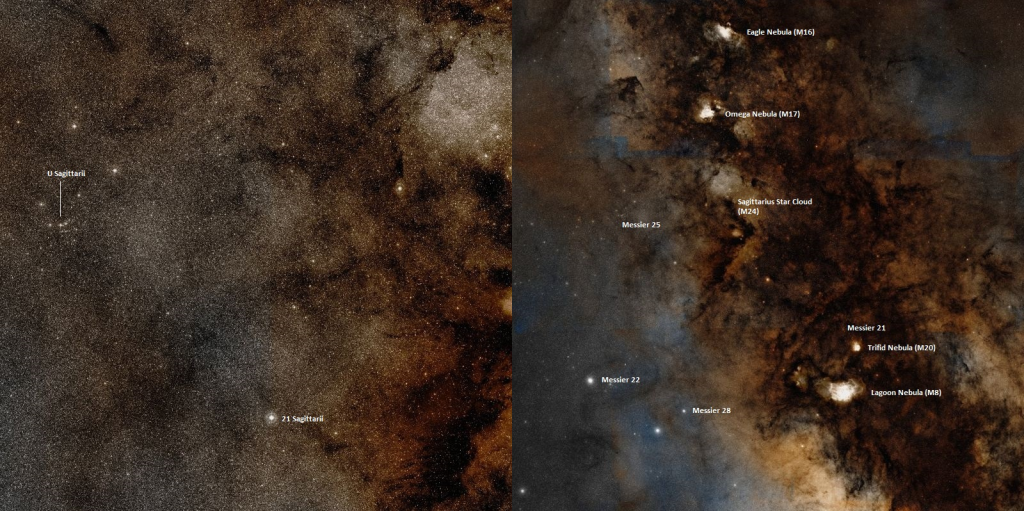
مسييه 25

## إمكانية الرؤية
يمكن رؤية مسييه 25 بالعين المجردة في ظروف جيدة مع سماء صافية و مظلمة خالية من تلوث ضوئي ,حيث من السهل جداً تحديد موقع مسييه 25 بأستخدام المنظار. يقع مسييه 25 على بُعد 6.5 درجة شمالاً وإلى الشرق قليلاً من نجم القوس الشمالي. ويمكن رؤية ميسييه 25 بشكل أفضل في التلسكوبات الصغيرة. يتم التعرف على ألمع النجوم في مناظير ذات تكبير 10 × 50، ولكن سيظهر التجمع كبقعة ضبابية خافتة من الضوء. ستكشف التلسكوبات الصغيرة عن 30 نجمة من نجوم العنقود، معظمها بيضاء اللون، بينما ستظهر التلسكوبات الأكبر ذات المقاس 8 بوصات وما فوق حوالي 60 نجمة بألوان مختلفة.

أفضل وقت في السنة لمراقبة مسييه في فصل الصيف.

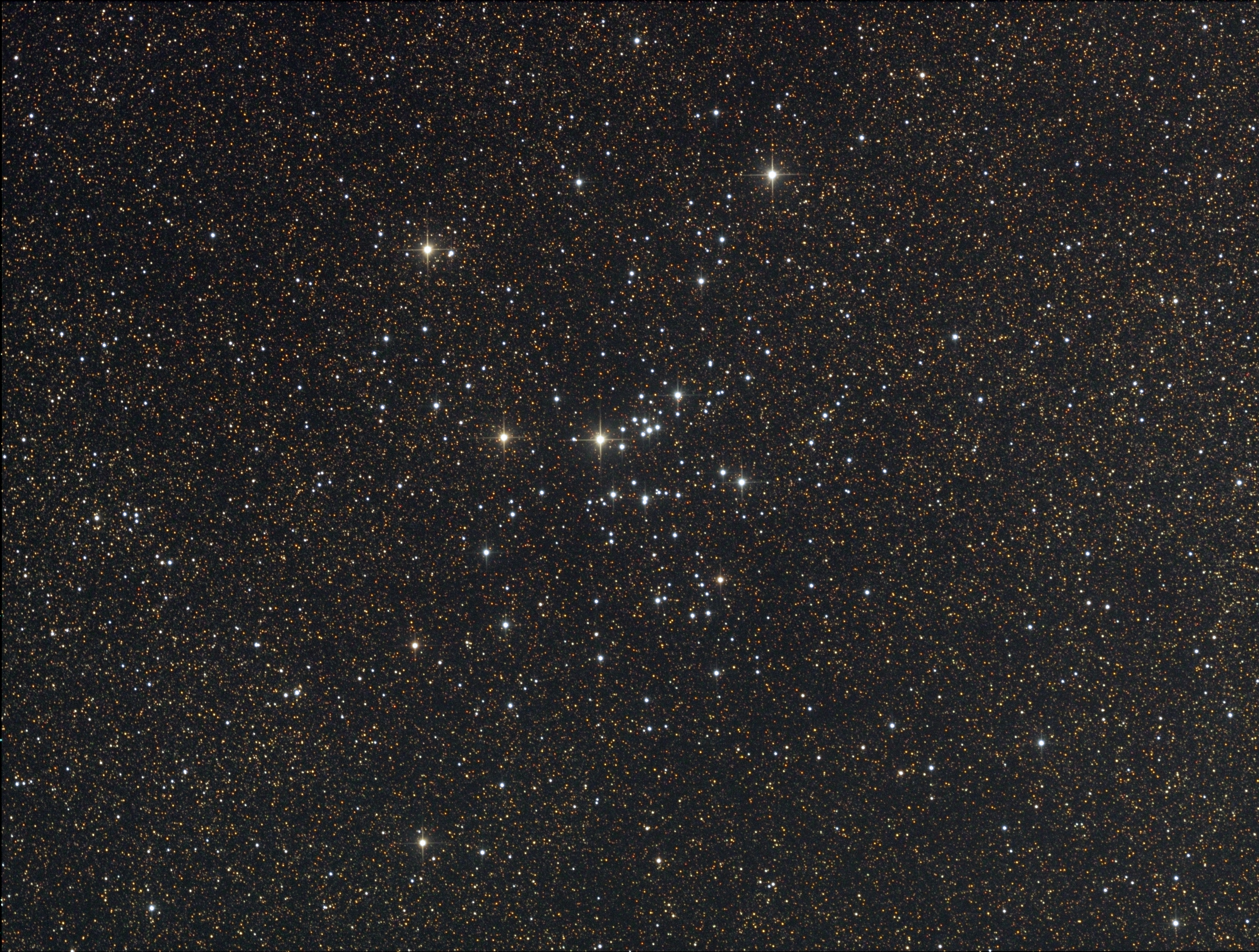
ميسييه 25

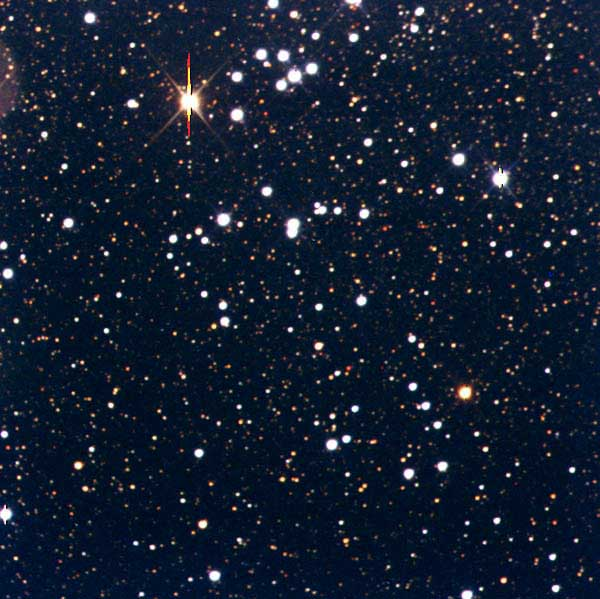
صورة لمسييه 25